# 西原物産
西原物産株式会社（にしはらぶっさん）は石川県野々市市に本社を置く企業。パチンコチェーン「DSG」、「アポロ」などを石川県および富山県に12店舗展開しており、西原観光開発（株）、（株）ハンブラザーズ、（株）アドオーシャンズとともにDSGグループ（ディーエスジーグループ）を形成している。
DSGとは「大将軍」のアルファベット（DaiShoGun）から由来している。
キャッチコピーとして「やっぱ!?DSG」を採用している。

## 店舗
店舗形態はパチンコ・スロットを取り扱う「DSG WORLD」・「DSGアリーナ」、グループ名の由来になった「DSG（大将軍）」、スロット専門店の「アポロ（アポロ21）」がある。

### 現行店舗
アポロ野々市・アポロ御経塚・アポロ長田はアポロ3兄弟と呼ばれており、アポロ三兄弟による昭和風のアニメCMが放送されている。

#### 石川県
- 金沢市 - アポロ長田、DSG片町（旧：エル→片町大将軍）、DSG MEGA WORLD（アクアリゾート ルネスかなざわ跡地）
- 野々市市 - DSG WORLD御経塚、DSGアリーナ野々市（北日本観光自動車旧本社跡地）
- 能美市 - DSG MEGA CITY
- 小松市 - DSG小松（小松大将軍）
- 七尾市 - DSGアリーナ七尾

#### 富山県
- 富山市 - DSG WORLD豊田（旧：スーパーベンツ 豊田店）
- 高岡市 - DSGアリーナ高岡

福井県
・鯖江市 - DSG MEGA WORLD 鯖江店（旧：ニコニコ鯖江店）

#### 石川県
- 野々市市 - アポロ21野々市、アポロ21御経塚
- 過去にあった福井県の大将軍とは全く経営母体が違います

## 関連会社
- 西原観光開発
- ハンブラザーズ

石川県石川郡野々市町（現:野々市市）御経塚にてインターネットカフェ「APOLLOVILLAGE」（アポロヴィレッジ）を運営していたが、平成23年3月中旬閉鎖。解体工事が行われた。
- アドオーシャンズ

CM製作会社。後述のコマーシャルを制作している。

## コマーシャル
DSGグループはCMに様々な声優のナレーションを起用していることでも知られる。過去には店舗スタッフやイベコンユニット「リトルホワイト」が出演するCMも作られていた。

### 出演経験のある主な声優
- 古谷徹 - テレビアニメ『機動戦士ガンダム』のアムロ・レイの役柄そのままで担当。
- 小山力也 - テレビドラマ『24 -TWENTY FOUR-』のジャック・バウアーの役柄そのままで担当。
- 若本規夫 - 2008～2009年頃に放送されたアポロ21のナレーション。
- 宮村優子 - テレビアニメ『新世紀エヴァンゲリオン』の惣流・アスカ・ラングレーの役柄そのままで担当。
- 石田彰 - テレビアニメ『新世紀エヴァンゲリオン』の渚カヲルの役柄そのままで担当。石田彰、宮村優子、古谷徹の共演バージョンが存在する。
- 神谷明 - テレビアニメ『北斗の拳』のケンシロウの役柄そのままで担当。
- 中井和哉 - テレビアニメ『ONEPIECE』のロロノア・ゾロの役柄そのままで担当。
- 杉田智和 - 現行CMの一つであり、海岸で剣道着を着て乗馬をしている映像「DSGワール道」篇のナレーション。TVアニメ『銀魂』の坂田銀時を匂わせる。

### 出演経験のある主なタレント
- 及川奈央 - チアリーダーのコスチュームで出演していた。
- 武藤敬司
- さとう珠緒
- 島崎俊郎 - バラエティ番組『オレたちひょうきん族』のアダモステの役柄そのままで担当。
- 前田明日香 - ラジオCMを担当。
- ダンディ坂野 - 2019年4月から武藤敬司と共演した「チアガール編」「セッション編」「懐かしの遊び編」が放送されている。
- 空野青空

他、タレント来店情報のCMも放送している。

### 主な協賛CM
- 逆境無頼カイジ 破戒録篇
- 牙狼-GARO- -魔戒ノ花-
- 必殺仕事人2009再放送
- クロスプログラム - さとう珠緒が出演。
  - サンデー・ジャポン
  - 天気予報
- 24時間テレビ

### 主な一社提供番組（石川県内のみ）
- 逆境無頼カイジ 破戒録篇
- 牙狼-GARO-シリーズ
- 必殺仕事人2009再放送
- 東京喰種
- ワンパンマン